# 비질란테 (네이버 만화)
비질란테는 CRG와 김규삼이 2018년 4월 27일부터 네이버 웹툰에서 연재하고 있는 웹툰이다.
현재는 완결 상태이다

## 줄거리
묻지마 폭행에 홀어머니를 잃은 김지용. 그런데 범인이 심신미약, 깊은 반성, 합의를 위한 공탁 등을 이유로 고작 3년 6개월이라는 짧은 형량을 선고받는걸 본 그는 마음속에 분노가 쌓였다.
17년후, 경찰대 엘리트생이 된 그는 엄마를 잔혹하게 죽게만든 범인 앞에 나타났다. 그리고 여전히 반성의 기색을 찾아볼수 없는 범인을 보고는 가차없이 그를 잔혹하게 폭행했다. 이때부터 그는 잔혹한 범죄를 저지르고도 가벼운 형량을 받고 풀려나 활개하는 범죄자들을 찾아 똑같이 보복하기 시작했다. 그 사이, 지용은 사람들에게《비질란테(Vigilante)》라는 이름으로 알려지게 된다. 하지만 매스컴의 후광 때문인지 비질란테를 모방하는 범죄도 나타나기 시작했고 진짜 비질란테의 정체를 캐는 사람까지 나타나면서 지용의 행적에도 제동이 걸리게 된다.

## 등장인물

### 비질란테
- 김지용

주인공. 경찰대학교 2학년생. 유도, 복싱, 레슬링 등 운동신경이 매우 뛰어난 학년수석이며 동기들 역시 우리 기수의 자랑이라며 추켜세운다. 17년전 엄마를 살해한 범인을 보복한 일을 계기로 비질란테가 됐고 매주 금요일만 되면 외박을 나가서 비질란테 일을 하고있다. 하지만 시간이 갈수록 점점 자신의 일이 덜미가 잡히자 나름대로 저항을 시작한다.
- 짭질란테

비질란테 모방범. 하지만 단순히 흉내만 내는 것이 아니라 격투실력, 은폐방법까지 모든것이 김지용과 매우 유사하다. 즉, 그는 김지용의 정체를 알고있다는 뜻이었다. 그동안은 후드를 쓰고있는 모습만 나왔다가 46화에서 처음으로 후드를 벗었다.

### 경찰대학
- 김선욱

지용의 동기들 중에서는 유일하게 이름과 얼굴이 제대로 나오는 레귤러 인물. 지용을 꽤나 절친한 친구라고 여기는 반면, 지용은 그를 그냥 알리바이를 위한 수단으로 이용하고 있을 뿐이다. 당연히 지용의 정체가 세간을 떠들석하게 만드는 비질란테일거라는 건 꿈에도 모르고 있다.
- 이준엽

경찰학과 교수. 김지용을 비질란테라고 의심하고 있다. 뿐만 아니라 경찰대 교수답게 예리하고 날카로운 추리력을 가지고 있다.
- 엄재협

김삼두와 결탁하여 온갖 비리를 저지르는 비리경찰. 이전까지는 경찰간부였고 80화에서 경찰대학장이 됐다.

### 경찰
- 조헌

서울지방경찰청 비질란테광역수사대 팀장. 계급은 경정. 생김새는 경찰신분을 모르고 보면 조폭이나 사채업자로 여겨질 만큼 험악하고 손가락으로 500원짜리 동전을 구길만큼 힘이 좋다. 뿐만 아니라 경정 계급답게 추리력도 매우 뛰어나다. 그래서 독자들 사이에서는 그냥 '헤드쿼터 팀장'으로 불리다가 43화를 기점으로 '조질란테'라는 별명으로 불리고 있다. 나중에 비질란테의 정체가 김지용임을 알고나서는 지금이라도 비질란테 일을 그만두고 임관해서 자기 밑으로 들어오라는 충고를 해준다.
세계관 최강자이다
- 시흥서 반장

시흥경찰서 반장. 지용 어머니 사건의 담당자였고 그 때문에 지금도 지용이 좋아하고 따르는 은인이다.

### ABC 방송국
- 최미려

ABC 방송국 르포25시 담당 PD. 같은 형태의 범죄가 반복되는걸 반복하고 연쇄 범행이라고 판단하여 이를 특종삼아 르포기자 자리를 따냈다. 그리고 김지용에게 '비질란테'라는 별명을 처음 지어준 사람이다. 작중, 비질란테 사건을 철저하게 자신의 이득에 이용하는 소시오패스 성향이 있어서 그렇게 정의로운 인물이라고는 보기 어렵다. 하지만 셜록홈즈 버금가는 추리력과 관찰력, 뛰어난 처세술 능력까지 있어서 독자들로부터 호평을 받고있다.
- 곽창현

ABC 방송국 부장. 최미려의 상관. 처음 미려로부터 비질란테 이야기를 들었을때는 날마다 벌어지는 강력사건이라며 흘려들었지만 나중에는 르포지가 자리를 준다. 이후에는 상관이라는 관계가 무색하게 미려에게 끌려다니는 끄나풀이 신세로 전락했다.
- 윤지숙

최미려의 대학후배. 오랫동안 미려를 동경하고 따랐다. 그래서 그녀가 자신을 세울미래자원에 대해 파헤치기 위해 끌어들였다는 사실을 꿈에도 모른채 미려 말이라면 자다가도 복종이다.
- 송민우

최미려, 윤지숙의 대학선배. 지금은 그냥 인터넷 신문사에서 기사를 쓰고있다. 짝사랑하던 지숙이 미려와 합심했다는 소식을 듣고는 미려는 자기 이득을 위해 널 이용하는 것 뿐이니 지금이라도 정신차리고 일을 그만두라는 현실적인 충고를 한다.

### 기타
- 조강옥

DK그룹 부회장. 유능한 경영능력을 갖춘 재벌로 나오며 비질란테의 열렬한 팬이라고 밝혔다.
- 방 씨

김삼두가 고용한 살인청부업자. 겉모습은 머리가 희긋한 노인이지만 건장한 사내들도 거뜬히 휘어잡을 정도로 뛰어나다. 더군다나 청부살인경력만 30년이라 웬만한 어중이들은 한손가락으로 제압해버리는 프로 중의 프로.